# 曾科
曾科，南京大学教授，主要研究领域为病原感染、天然免疫与炎症等。曾主持多项中国国家自然基金项目与“973”项目，中华人民共和国教育部第八批“长江学者”特聘教授。